# Helreið Brynhildar

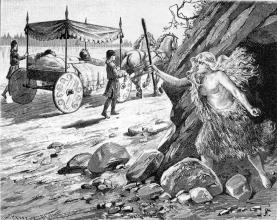
Illustration d'une scène de Helreið Brynhildar par Jenny Nyström, 1893.

Helreið Brynhildar (Le Voyage de Brynhildr au Séjour de Hel) est un poème héroïque de l'Edda poétique, trouvé dans le Codex Regius, et rattaché au cycle de Sigurd.
Il raconte dans un prologue en prose que la valkyrie Brynhildr et le héros Sigurd sont brûlés sur leurs buchers funéraires. Brynhildr est brûlée sur un char, et se retrouve dans l'Au-delà à parcourir le chemin de Hel lorsqu'une géante l'engage. Les strophes commencent alors et sont au nombre de 14. La géante accuse Brynhildr d'aimer l'époux d'une autre (Sigurd) et d'avoir causé la mort de héros (les Niflungar). Brynhildr lui explique qu'elle gisait avec ses 7 sœurs Valkyries à Hlymdalir jusqu'à ce que le roi Agnarr les capture. Elle fait ensuite gagner Agnarr en bataille contre le roi des Goths Gunnarr au heaume, contre la volonté d'Odin. Le dieu la punit alors d'un sommeil magique où elle est entourée d'une mur de bouclier et d'un feu ardent, et seul celui qui ne connait pas la peur pourrait pénétrer. Sigurd traverse les flammes sur son cheval Grani, et ils passent huit nuits ensemble sans se toucher. Mais Gudrun reproche quand même à Brynhildr d'avoir dormi dans les bras du héros, et lui révèle qu'ils lui ont fait épouser un autre que Sigurd (Gunnarr) par ruse. Brynhildr termine alors en disant à la géante qu'elle et Sigurd n'auraient jamais dû cesser de vivre ensemble.